# بحيرة كاثلين
بحيرة كاثلين هي بحيرة في يوكون بكندا، داخل منتزه ومحمية كلوان الوطنية. تقع على الطريق السريع هينز كيلومتر 219.7. يستضيف منطقة للاستخدام اليومي، ومركبًا للقوارب، ومخيمًا، والعديد من مسارات المشي لمسافات طويلة، بما في ذلك الصعود الصعب الذي يبلغ طوله 3.1 ميل (5 كم) إلى كنجز ثرون، وهو مدرج طبيعي مكون من الجليد ويطل على البحيرة.

## نبذة
تتميز بحيرة كاثلين بمياه صافية بشكل استثنائي ووجود سمك السلمون الكوكاني، وهي مجموعة غير ساحلية من سمك السوكي تعيش وتتكاثر فقط في مسطحات المياه العذبة.

## التسمية
تم تسمية بحيرة كاثلين على اسم فتاة من مقاطعة بيرويكشاير باسكتلندا، تركها ويليام "سكوتي" هيوم (1868–1950)، وهو شرطي من شرطة الخيالة الشمالية الغربية (رقم التسجيل رقم 2259) المتمركز على طريق دالتون من عام 1900 إلى عام 1902.

## الصور

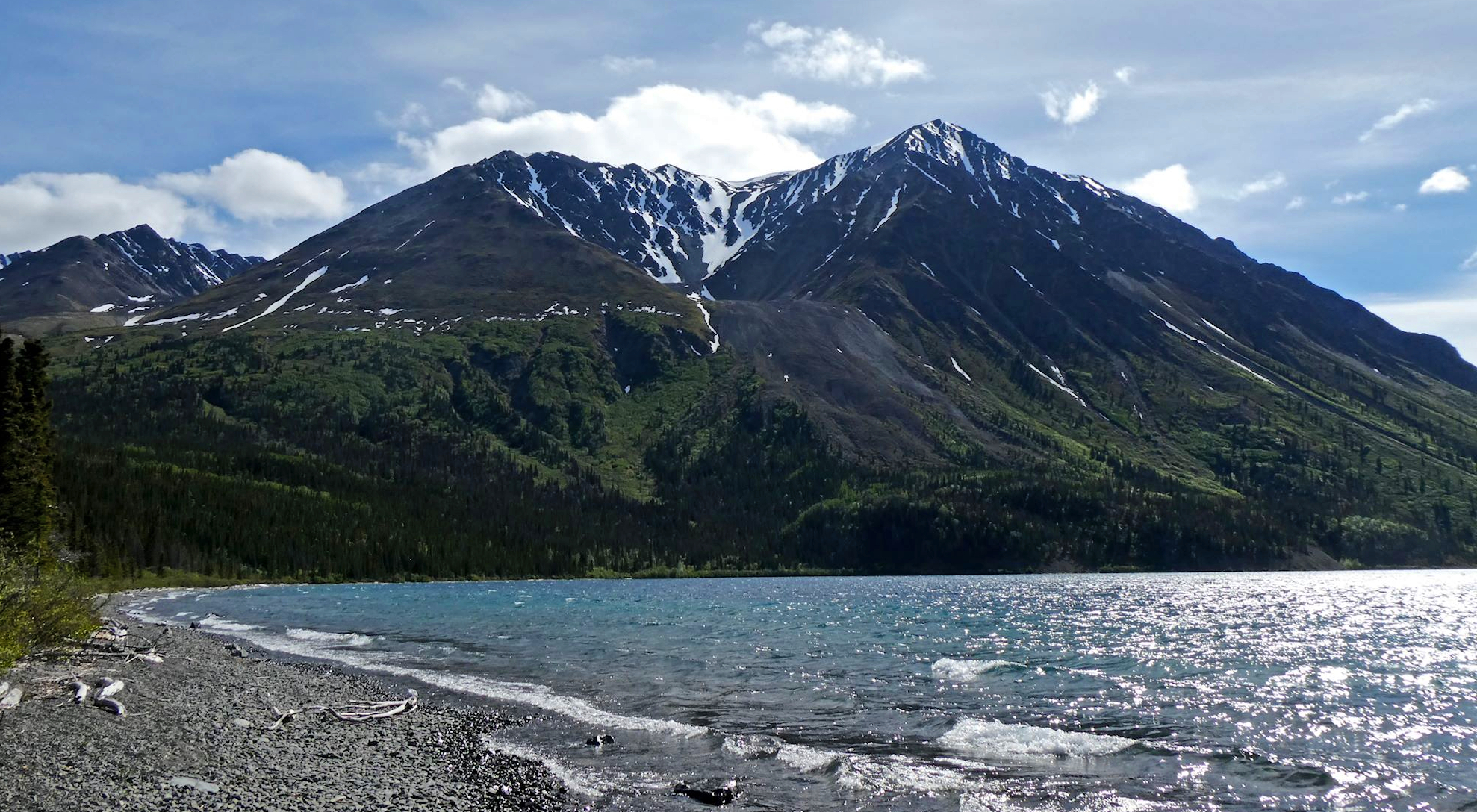
قمة كنجز ثرون على الشاطئ الجنوبي لبحيرة كاثلين
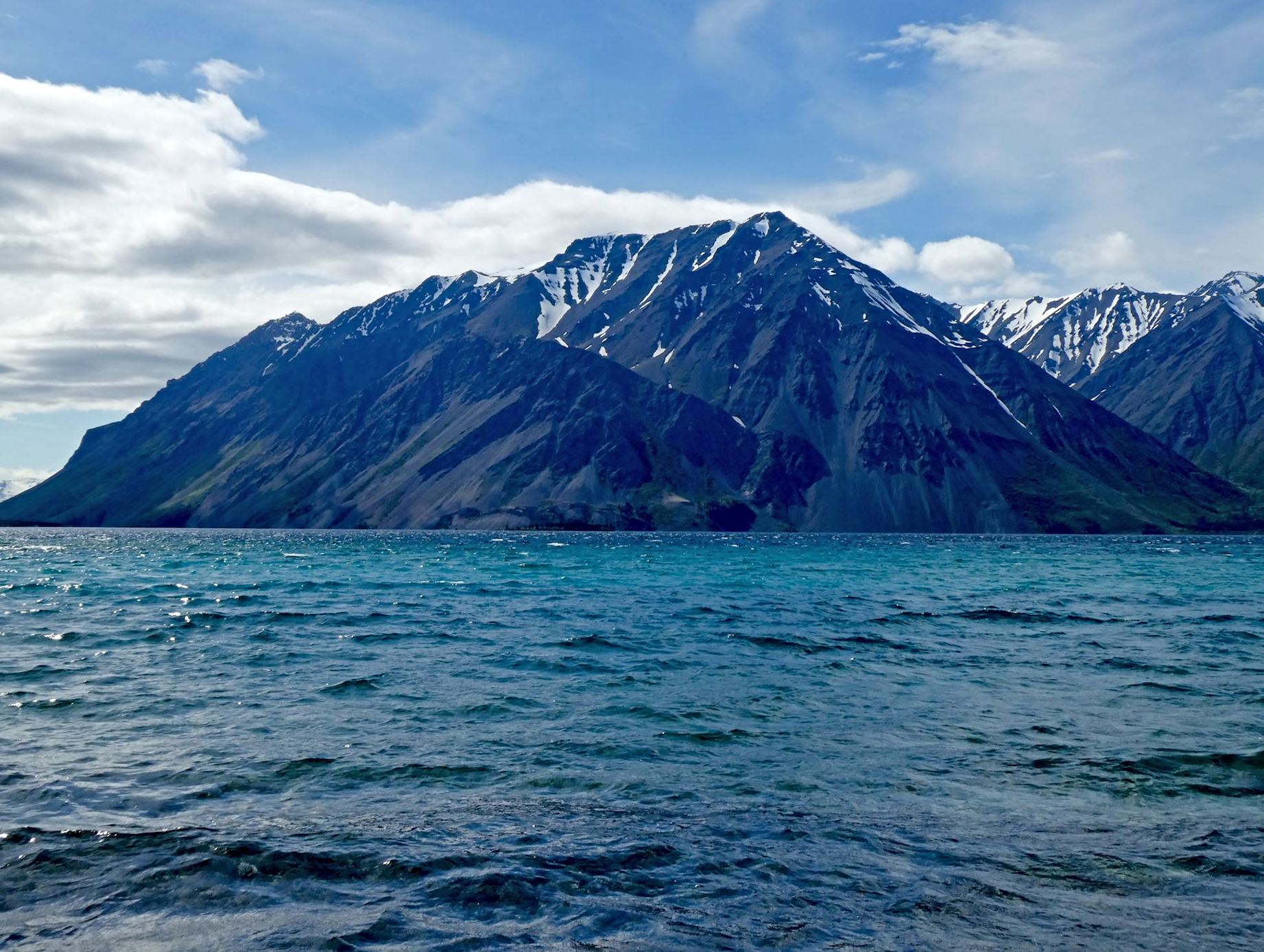
جبل وورثينجتون على الشاطئ الشمالي الغربي لبحيرة كاثلين